# Gustav Tammann
Gustav Heinrich Johann Apollon Tammann, född 28 maj 1861 i Jamburg, död 17 december 1938 i Göttingen, var en balttysk fysiker och kemist. Han var en av sin tids främsta märkesmän inom den oorganiska kemin.

## Biografi
Tammann studerade från 1879 vid universitetet i Dorpat, där han blev filosofie doktor 1885, docent 1887 och professor i kemi 1892, samt kallades 1903 till professor i oorganisk kemi i Göttingen. 
Tammann utförde ett stort antal värdefulla undersökningar om lösningars ångtryck (1885, 1887 och 1888) och osmotiska tryck (1888) och amalgamers fryspunkt (1889), varigenom han stödde de moderna teorierna om lösningar, vidare om ångspänningen hos kristaller, som förblir genomskinliga vid förvittring (1897), och om det fasta tillståndets gränser (I-V, 1897-99) samt om kristallisationshastighet (fyra avhandlingar 1897-99). Resultaten av dessa två sistnämnda grupper av undersökningar sammanfattade han i Kristallisieren und Schmelzen (1903). 
Huvudinnehållet av ett stort antal avhandlingar om lösningars egenskaper, särskilt deras volym vid olika tryck och temperaturer (1893-98), sammanförde han i Innere Kräfte in Lösungen (1907). Till hans äldre arbeten hör även en del sådana av fysiologisk-kemiskt innehåll, bland vilka de viktigaste behandlar fermenten (1889 och 1892). Redan 1889 utförde han sin första undersökning av legeringar, vilka sedan utgjorde föremål för hans och hans lärjungars verksamhet. Huvudsakligen genom s.k. termisk analys, varvid avkylningshastigheten iakttogs, uppspårades kemiska föreningar mellan olika metaller. Det befanns på så sätt, att den vanliga valensläran alls inte kan tillämpas på dessa fall. De resultat, vartill han kommit vid studiet av is under högt tryck och vid låga temperaturer, sammanfattade han i avhandlingen Über das Zustandsdiagramm des Wassers (1913), i vilken han påvisade fem olika modifikationer av is. 
Under senare år studerade han blandningskristallers egenskaper (1917) och kondenserade system och legeringar; i de senare antar han existensen av många enligt stökiometriska proportioner sammansatta kemiska föreningar. Bland hans senare skrifter märks Die chemischen und galvanischen Eigenschaften von Mischkristallen und ihre Atomverteilung (i "Zeitschrift für anorganischen Chemie", 1919), Lehrbuch der Metallographie (tredje upplagan 1923), Aggregatzustände (en fortsättning av "Kristallisieren und Schmelzen", andra upplagan 1923) och Lehrbuch der heterogenen Gleichgewichte (1924).

## Utmärkelser
- Robert Wilhelm Bunsen-medaljen,  1921
- Liebig-medaljen,  1925[6]
- Adlerschild des Deutschen Reiches,  20 april 1936[7]
- Sankt Stanislausorden, första klassen

[Redigera Wikidata]